# Torneo Nacional Interprovincial 2019
El Torneo Nacional Interprovincial 2019 fue un torneo de fútbol boliviano organizado por la Federación Boliviana de Fútbol con representantes de las provincias de los departamentos de Bolivia, el torneo se desarrolló en las ciudades de Riberalta y Guayaramerín, en el departamento de Beni, del 25 al 29 de junio de 2019. Cuya fecha inicial debía ser el 2 de junio del mismo año, sufriendo una nueva repostergación para el 13 de junio, pero ante la falta de documentación de los clubes se decidió postergar el inicio del torneo. 

Tras un acuerdo con la División Aficionados, se decidió que el torneo dará inicio del 25 al 29 de junio del mismo año.
Los dos ganadores de los grupos fueron: Deportivo Fortaleza, del departamento de Tarija, quienes se impusieron como líderes del Grupo A; y el San Joaquin Gota de Oro, que terminó en el primer lugar del grupo B. Por tal razón, ambos conjuntos se clasificaron al torneo Copa Simón Bolívar 2019.
El torneo se llevó a cabo en los estadios Enrique Giese de Riberalta y en el estadio Aldo Bravo Monasterios de Guayaramerín.

## Formato
En este torneo solamente pueden participar clubes, equipos o selecciones de fútbol de las Provincias de Bolivia que no estén afiliados a sus respectivas Asociaciones Departamentales, y a sí mismo, sus jugadores no deben estar inscritos en dichas Asociaciones por el lapso anterior de 1 año, esto con el fin de promocionar jugadores de las provincias de Bolivia.

## De los jugadores profesionales
En mayo de 2019, se adecuó el estatuto referente al torneo con la finalidad de que se adecue a la modalidad de la Copa Simón Bolívar con las nuevas reformas impuestas por la Federación Boliviana de Fútbol en enero del mismo año. 
Entre estas reformas para este torneo se destacan, la presencia de un máximo de cuatro jugadores profesionales, sean extranjeros o nacionales en cada equipo, manteniendo la promoción de jugadores provenientes de las provincias con mayor participación en cada equipo.

## Clubes participantes
| Equipo                                    | Municipio             | Provincia              | Departamento |
| ----------------------------------------- | --------------------- | ---------------------- | ------------ |
| Club Deportivo Real Candua                | Monteagudo            | Hernando Siles         | Chuquisaca   |
| Fútbol Club Universitario de Vinto        | Vinto                 | Quillacollo            | Cochabamba   |
| Club Deportivo Fortaleza                  | Yacuiba               | Gran Chaco             | Tarija       |
| Club San Juan                             | San Miguel de Velasco | José Miguel de Velasco | Santa Cruz   |
| Club Atlético Independiente de Challapata | Challapata            | Abaroa                 | Oruro        |
| Club Deportivo A&B                        | Riberalta             | Vaca Díez              | Beni         |
| Club Deporitvo San Joaquín Gota de Oro    | Guayaramerín          | Vaca Díez              | Beni         |
| Club de Fútbol Deportivo Gremio           | Uncía                 | Rafael Bustillo        | Potosí       |
| Club Alianza F.B.C Colquiri               | Colquiri              | Inquisivi              | La Paz       |

## Fase de grupos

### Serie de Riberalta

#### Tabla de posiciones
| Pos. | Equipo                              | Pts. | PJ | PG | PE | PP | GF | GC | Dif. |
| ---- | ----------------------------------- | ---- | -- | -- | -- | -- | -- | -- | ---- |
| 01.º | Club Deportivo Fortaleza (Tarija)   | 12   | 4  | 4  | 0  | 0  | 21 | 2  | 19   |
| 02.º | A&B de Riberalta (Beni)             | 9    | 4  | 3  | 0  | 1  | 12 | 5  | 7    |
| 03.º | Universitario de Vinto (Cochabamba) | 6    | 4  | 2  | 0  | 2  | 8  | 6  | 2    |
| 04.º | Deportivo Gremio de Uncía (Potosí)  | 3    | 4  | 1  | 0  | 3  | 7  | 18 | −11  |
| 05.º | Independiente de Challapata (Oruro) | 0    | 4  | 0  | 0  | 4  | 4  | 20 | −16  |

|  | Clasificado a la Copa Simón Bolívar. |

#### Evolución de posiciones
| Equipo / Fecha                      | 01 | 02 | 03 | 04 | 05 |
| ----------------------------------- | -- | -- | -- | -- | -- |
| A&B de Riberalta (Beni)             | 2  | 2  | 1  | 2  | 2  |
| Universitario de Vinto (Cochabamba) | 4  | 5  | 3  | 3  | 3  |
| Club Deportivo Fortaleza (Tarija)   | 1  | 1  | 2  | 1  | 1  |
| Independiente de Challapata (Oruro) | 5  | 4  | 5  | 4  | 5  |
| Deportivo Gremio de Uncía (Potosí)  | 3  | 3  | 4  | 5  | 4  |

#### Resultados
Los horarios son correspondientes al horario de Bolivia (UTC-4).
| Bandera del Departamento de Tarija | Deportivo Fortaleza | 6 - 0 | Independiente de Challapata | Bandera del Departamento de Oruro      | Riberalta | 25 de junio | 17:00 |
| Bandera del Departamento del Beni  | A&B de Riberalta    | 2 - 1 | Universitario de Vinto      | Bandera del Departamento de Cochabamba | Riberalta | 25 de junio | 19:00 |
| Descansa: Deportivo Gremio         |                     |       |                             |                                        |           |             |       |

| Bandera del Departamento de Cochabamba | Universitario de Vinto | 1 - 2 | Deportivo Fortaleza | Bandera del Departamento de Tarija | Riberalta | 26 de junio | 17:00 |
| Bandera del Departamento del Beni      | A&B de Riberalta       | 3 - 1 | Deportivo Gremio    |                                    | Riberalta | 26 de junio | 19:00 |
| Descansa: Independiente de Challapata  |                        |       |                     |                                    |           |             |       |

| Bandera del Departamento de Cochabamba | Universitario de Vinto | 2 - 0 | Deportivo Gremio            |                                   | Riberalta | 27 de junio | 17:00 |
| Bandera del Departamento del Beni      | A&B de Riberalta       | 6 - 0 | Independiente de Challapata | Bandera del Departamento de Oruro | Riberalta | 27 de junio | 19:00 |
| Descansa: Deportivo Fortaleza          |                        |       |                             |                                   |           |             |       |

|                                   | Deportivo Gremio            | 0 - 11 | Deportivo Fortaleza    | Bandera del Departamento de Tarija     | Riberalta | 28 de junio | 17:00 |
| Bandera del Departamento de Oruro | Independiente de Challapata | 2 - 4  | Universitario de Vinto | Bandera del Departamento de Cochabamba | Riberalta | 28 de junio | 19:00 |
| Descansa: A&B de Riberalta        |                             |        |                        |                                        |           |             |       |

|                                   | Deportivo Gremio | 6 - 2 | Independiente de Challapata | Bandera del Departamento de Oruro  | Riberalta | 29 de junio | 17:00 |
| Bandera del Departamento del Beni | A&B de Riberalta | 1 - 2 | Deportivo Fortaleza         | Bandera del Departamento de Tarija | Riberalta | 29 de junio | 20:00 |
| Descansa: Universitario de Vinto  |                  |       |                             |                                    |           |             |       |

### Serie Guayaramerín

#### Tabla de posiciones
| Pos. | Equipo                                         | Pts. | PJ | PG | PE | PP | GF | GC | Dif. |
| ---- | ---------------------------------------------- | ---- | -- | -- | -- | -- | -- | -- | ---- |
| 01.º | San Joaquín Gota de Oro (Beni)                 | 7    | 3  | 2  | 1  | 0  | 8  | 1  | 7    |
| 02.º | San Juan de San Miguel de Velasco (Santa Cruz) | 7    | 3  | 2  | 1  | 0  | 5  | 2  | 3    |
| 03.º | Real Candua de Monteagudo (Chuquisaca)         | 3    | 3  | 1  | 0  | 2  | 7  | 4  | 3    |
| 04.º | Alianza Colquiri (La Paz)                      | 0    | 3  | 0  | 0  | 3  | 0  | 13 | −13  |

|  | Clasificado a la Copa Simón Bolívar. |

#### Evolución de posiciones
| Equipo / Fecha                                 | 01 | 02 | 03 |
| ---------------------------------------------- | -- | -- | -- |
| San Joaquín Gota de Oro (Beni}                 | 2  | 1  | 1  |
| Real Candua de Monteagudo (Chuquisaca)         | 1  | 2  | 3  |
| San Juan de San Miguel de Velasco (Santa Cruz) | 2  | 1  | 2  |
| Alianza Colquiri (La Paz)                      | 4  | 4  | 4  |

#### Resultados
Los horarios son correspondientes al horario de Bolivia (UTC-4).
| Bandera del Departamento de Chuquisaca | Real Candua | 6 - 0 | Alianza Colquiri | Bandera del Departamento de La Paz     | Guayaramerín | 27 de junio | 17:00 |
| Bandera del Departamento del Beni      | Gota de Oro | 1 - 1 | San Juan         | Bandera del Departamento de Santa Cruz | Guayaramerín | 27 de junio | 19:00 |

| Bandera del Departamento de La Paz | Alianza Colquiri | 0 - 2 | San Juan    | Bandera del Departamento de Santa Cruz | Guayaramerín | 28 de junio | 17:00 |
| Bandera del Departamento del Beni  | Gota de Oro      | 2 - 0 | Real Candua | Bandera del Departamento de Chuquisaca | Guayaramerín | 28 de junio | 19:00 |

| Bandera del Departamento de Santa Cruz | San Juan    | 2 - 1 | Real Candua      | Bandera del Departamento de Chuquisaca | Guayaramerín | 29 de junio | 16:00 |
| Bandera del Departamento del Beni      | Gota de Oro | 5 - 0 | Alianza Colquiri | Bandera del Departamento de La Paz     | Guayaramerín | 29 de junio | 18:00 |

## Clasificados a laCopa Simón Bolívar
| Bandera del Departamento de Tarija | Bandera del Departamento del Beni |
| Deportivo Fortaleza                | San Joaquín Gota de Oro           |
| Yacuiba                            | Guayaramerín                      |
| Ganador Grupo A                    | Ganador Grupo B                   |